# Amphenol
Amphenol Corporation è un produttore statunitense di componenti elettronici come connettori elettrici e per fibra ottica, cavi e cavi coassiali. Amphenol è il portmanteau dal nome originale, American Phenolic Corp. in quanto producevano con resina fenolica.

## Storia

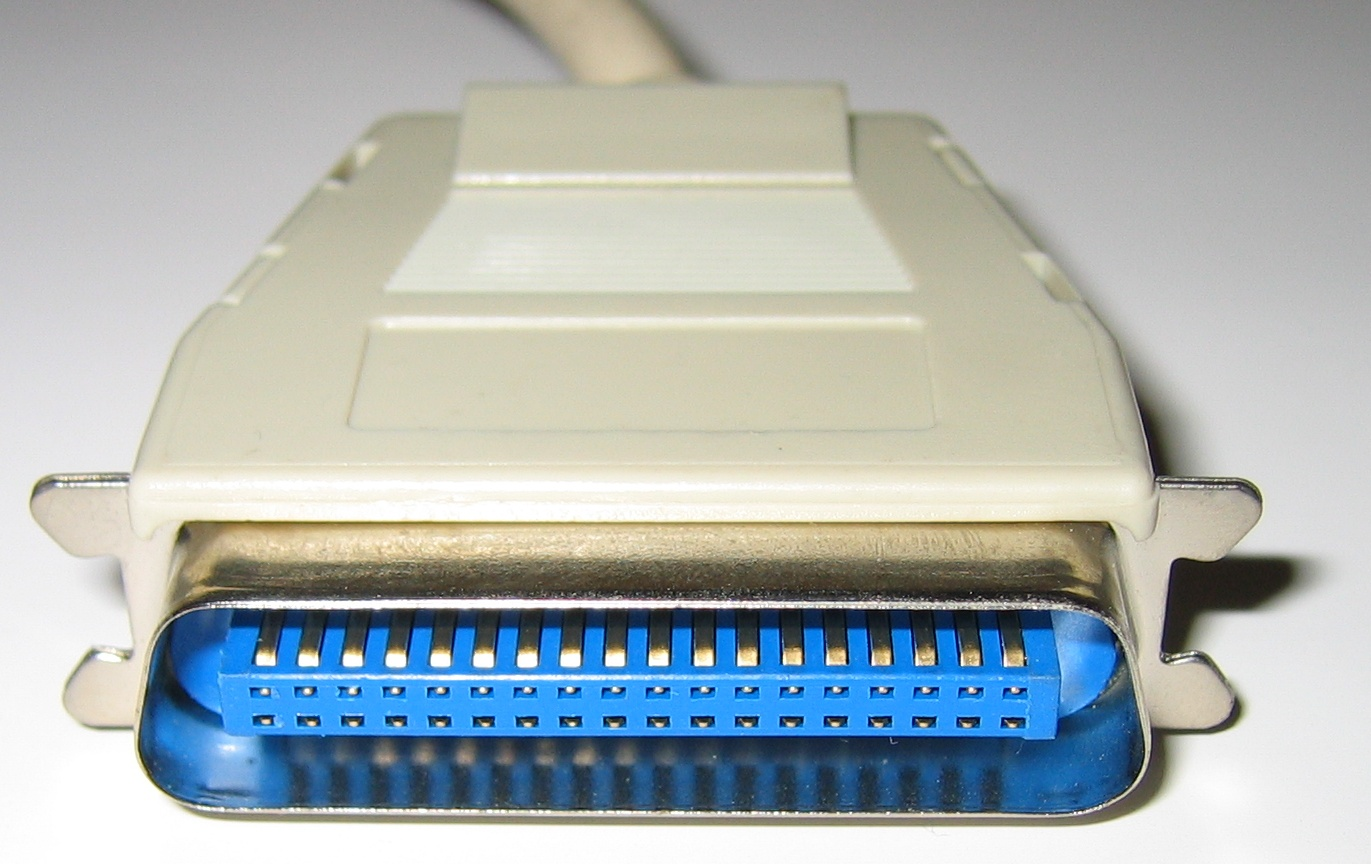
Connettore a 36 pin "Micro ribbon" (centronics) - Micro ribbon connectors sono un brevetto Amphenol

Amphenol venne fondata a Chicago nel 1932 da Arthur J. Schmitt, ove fabbricava i supporti-connettori in resina fenolica per le valvole termoioniche.  Amphenol crebbe notevolmente durante la seconda guerra mondiale producendo per le forze armate connessioni elettriche secondo standard militari. Dal 1967 al 1982 fece parte della Bunker Ramo Corporation.
La sede Amphenol è a Wallingford (Connecticut). La divisione più grande è la Amphenol Aerospace (già della Bendix Corporation) nel village di Sidney, New York. Qui sono nati i connettori standard militari U.S. Military connector specifications tipo MIL-DTL-38999 circolari. La Amphenol inventò anche il noto connettore BNC ovvero i "Bayonet Neill-Concelman".
La Amphenol Fiber Systems International è la società che dal 1993 si occupa di fibre ottiche. Amphenol Cables on Demand, altra divisione Amphenol, si occupa dal 2006, di commercializzazione di cavi e connettori standard per audio/video/computer.

## Acquisizioni
Nel 2005 Amphenol acquisisce SV Microwave e, sempre nello stesso anno, Teradyne e Amphenol annunciano l'acquisizione di Teradyne Connection Systems, per circa USD $390 milioni in contanti. Nel 2008 Amphenol acquista la francese SEFEE. Nel 2013 Amphenol annuncia l'accordo per Advanced Sensors Business di General Electric per $318 milioni.